# 피셔기아라
피셔기아라(Euryzygomatomys spinosus)는 가시쥐과에 속하는 남아메리카 설치류이다. 아르헨티나와 브라질 그리고 파라과이에서 발견된다. 기아라속에 속하는 2종의 하나이다.